# Geher-Länderkampf der Frauen 1981 Frankreich – BR Deutschland
| 1. Leichtathletik-Länderkampf mit bundesdeutscher Beteiligung 1981 | 1. Leichtathletik-Länderkampf mit bundesdeutscher Beteiligung 1981 |
| ------------------------------------------------------------------ | ------------------------------------------------------------------ |
|                                                                    |                                                                    |
| Geher-Vergleich der Frauen: Frankreich – BR Deutschland            |                                                                    |
| Austragungsort                                                     | Nancy                                                              |
| Wettbewerbe                                                        | 1                                                                  |
| Datum                                                              | 16. Mai                                                            |
| 1. FRA 2. FRG                                                      | 12 Punkte 10 Punkte                                                |
| Chronik                                                            |                                                                    |
| ← letzter LK 1980: 00FRG-URS 5kampf (F)                            | FRA-FRG Geher (M) →                                                |

Den ersten Vergleich des Länderkampfjahres 1981 trugen die Geherinnen aus. Die bundesdeutschen Vertreterinnen trafen am 16. Mai in Nancy auf Frankreich. Es war die fünfte Begegnung zwischen den beiden Ländern. Die erste war 1977 an Frankreich gegangen, die nächsten drei hatte die Bundesrepublik für sich entschieden. Am selben Ort trugen einen Tag später auch die männlichen Geher der beiden Nationen einen Länderkampf miteinander aus.

## Modus
Wie gewohnt stand ein Wettbewerb auf dem Programm. Ausgetragen wurde ein Straßengehen über 10 Kilometer. Jede Nation konnte vier Geherinnen stellen, von denen die drei Besten gewertet wurden. Die Punkte wurden folgendermaßen verteilt: 1. Platz: 7 P / 2. Pl.: 5 P / 3. Pl.: 4 P / 4. Pl.: 3 P / …

## Ergebnis
In der Einzelwertung lag eine französische Geherin vorn. Die Summierung der Punktzahlen brachte wieder ein knappes Ergebnis. Danach mussten sich die bundesdeutschen Frauen mit zehn zu zwölf Punkten knapp geschlagen geben.

## Resultat

### 10-km-Straßengehen
| Platz | Athletin          | Land | Zeit (min) |
| ----- | ----------------- | ---- | ---------- |
| 1     | Suzanne Griesbach | FRA  | 51:32,4    |
| 2     | Ingrid Adam       | FRG  | 53:11,6    |
| 3     | Claudine Richard  | FRA  | 53:37,6    |
| 4     | Monika Glöckler   | FRG  | 53:56,7    |
| 5     | Brigitte Buck     | FRG  | 54:22,4    |
| 6     | Regine Broders    | FRG  | 54:27,1    |
| 7     | Eleonore Reinling | FRA  | 55:18,4    |
| 8     | Elisabeth Creuse  | FRA  | 55:40,9    |